# Condado de Medinaceli
El condado de Medinaceli fue un título nobiliario hereditario castellano creado por el rey Enrique II de Castilla el 29 de julio de 1368 a favor de Bernardo de Bearne, hijo bastardo y legitimado en 1371 de Gastón Febus, XII conde de Foix y vizconde de Bearne. Su nombre se refiere al municipio castellano de Medinaceli, en la provincia de Soria y originó la denominación de la casa de Medinaceli.
Bernardo de Bearne se casó en Sevilla el 14 de septiembre de 1370 con Isabel de la Cerda, hija de Luis de la Cerda, conde de Talmont, y de Leonor de Guzmán, y bisnieta de Fernando de la Cerda, infante de Castilla, quien a partir de entonces también ostentó dicho título de pleno derecho. El 31 de octubre de 1479 la reina Isabel la Católica lo elevó a ducado de Medinaceli en la persona de Luis de la Cerda y de la Vega, V conde de Medinaceli.

## Condes de Medinaceli
- Bernardo de Bearne, I conde de Medinaceli (1368-1381) e Isabel de la Cerda y Pérez de Guzmán (1370-1385).
- Gastón de Bearne, II conde de Medinaceli (1381-1404).
- Luis de la Cerda y Mendoza, III conde de Medinaceli (1404-1447).
- Gastón de la Cerda y Sarmiento, IV conde de Medinaceli (1447-1454).
- Luis de la Cerda y de la Vega, V conde de Medinaceli (1454-1479). Desde el 31 de octubre de 1479, I duque de Medinaceli.